# 徐九华
陈学东，华中科技大学教授，担任中国机械工程学会理事，中机极端制造分会常委。主要从事机械动力学与控制方面的研究工作。入选中华人民共和国教育部2008年度"长江学者"特聘教授，“新世纪百千万人才工程”国家级人选。